# Pour un plan national d'aménagement du territoire
Présenté en février 1950 en Conseil des ministres par Eugène Claudius-Petit, Ministre de la Reconstruction et de l'Urbanisme, le texte paru ensuite en brochure sous le titre Pour un plan national d'aménagement du territoire est le texte fondateur qui définit les orientations de la politique d'aménagement des décennies suivantes en France,.
Lors de sa communication devant le Conseil des ministres, Eugène Claudius-Petit déclare que l'aménagement du territoire consiste en : 

« la recherche, dans le cadre géographique de la France, d'une meilleure répartition des hommes, en fonction des ressources naturelles et des activités économiques. Cette recherche est faite dans la constante préoccupation de donner aux hommes de meilleures conditions d'habitat, de travail, de plus grandes facilités de loisirs et de culture. Cette recherche n'est donc pas faite à des fins strictement économiques, mais bien davantage pour le bien-être et l'épanouissement de la populations. »

— Aliette Delamarre, Claude Lacour et Muriel Thoin, 50 ans d'aménagement du territoire, Paris, La documentation française, coll. « Territoires en mouvement », 2015 (ISBN 978-2-11-009910-5), p. 10

## Contenu
Surnommée la « brochure verte », elle fait en 28 pages la synthèse de la politique que le ministre entend mener, après avoir dressé le constat que voici : 

« La renaissance de la France commande, d’une part, une politique du logement […] et une politique d’équipement […]. Au moment où des mesures législatives et financières […] doivent rendre possible la construction de 240 000 logements par an, on peut se demander si les pouvoirs publics ont en main les moyens de réaliser de la façon la plus rationnelle une telle politique. »

La brochure annonce la création d'instruments et d'institution pour la mise en œuvre de la politique d'aménagement, tels que la commission nationale d'aménagement du territoire et ses commissions régionale ou le Fonds national d'aménagement du territoire, et propose les axes de politique publique suivants :

« la déconcentration, l’industrialisation sur un plan décentralisé, la rénovation de l’agriculture, l’équipement touristique, l’organisation culturelle »

## Voir également